# LDS Foundation
 (février 2018).
Si vous disposez d'ouvrages ou d'articles de référence ou si vous connaissez des sites web de qualité traitant du thème abordé ici, merci de compléter l'article en donnant les références utiles à sa vérifiabilité et en les liant à la section « Notes et références ».
 (mai 2023).
LDS Foundation (également nommé LDS Charities), créée à la fin des années 1920, est l'organisation humanitaire de l'Église de Jésus-Christ des saints des derniers jours.

## Domaines d'intervention

### Santé
La LDS Foundation est impliquée dans trois domaines particuliers de santé : la formation à la réanimation néo natale, la formation au traitement de la vue et aux campagnes de vaccination,,. Des missionnaires saints des derniers jours ayant des compétences spécifiques (ophtalmologie, cardiologie,..) effectuent des missions humanitaires bénévoles liées à leur spécialité.
Par ailleurs, pratiquement tous les saints des derniers jours en Afrique ont des amis ou des membres de leur famille qui sont séropositifs ou atteints du SIDA. En réponse, l'Église a mis au point un programme et du matériel éducatif pour aider les membres de l'Église à mieux lutter contre cette maladie.
Organisation humanitaire non-gouvernementale, l'Église répond également aux demandes de partenariat dans des projets médicaux comme l'opération Promesse continue 2009 fournissant matériel médical et personnel bénévole civil à bord du navire-hôpital USNS Comfort pour des soins médicaux en Amérique du Sud, Amérique centrale et Antilles.

### Banque alimentaire
Plus d'une centaine d'entrepôts, système de protection sociale privé, gérés presque entièrement par des bénévoles, fournissent gratuitement des produits alimentaires aux personnes en difficulté. Des exploitations agricoles et fermes d'élevage appartenant à l'Église approvisionnent ces entrepôts. Des camions en effectuent la distribution.
À ces entrepôts s'ajoutent un service d'aide à la mise en conserve des réserves alimentaires familiales prévues pour une autonomie pouvant durer jusqu'à un an. Tous ces services, de même que le magasin de l'évêque, sont destinés à accroitre l'autonomie des familles de l'Église ,,.

### Autonomie

#### Fauteuils roulants
Dans beaucoup de pays en voie de développement, les personnes handicapées doivent se déplacer sur le sol toute leur vie, ce qui signifie pour les adultes qu'ils ne peuvent pas s'occuper d'eux-mêmes ou de leurs familles, et pour les enfants, ne pas être en mesure d'aller à l'école.
Les fauteuils roulants fournis aux personnes handicapées améliorent leur autonomie personnelle. L'autonomie est un principe considéré comme important par l'Église.

#### Accès à l'eau potable
En fonction des demandes et des besoins locaux, le programme de l'Église fournit des installations d'eau accessibles aux collectivités sous différents formes, comme les puits, les puits artésiens, les réservoirs, les barrages et les systèmes de purification de l'eau,,. Les projets humanitaires soutenus par l'Église encouragent la participation des habitants locaux, lorsque c'est possible.

#### Micro fermes
Depuis 1975, l'institut Benson travaille dans le monde entier à améliorer la qualité de vie de familles rurales appauvries, par la production alimentaire, la nutrition et la santé. Le programme de l'Institut Benson aide les familles d'Amérique Centrale et d'Amérique du Sud a atteindre l'autonomie financière et alimentaire. Ce programme dispense une formation à l'agriculture et à l'élevage,
Pendant trente-deux ans, l'institut Benson a été un département de recherche de l'université Brigham Young. En janvier 2008, il a été intégré au programme d'entraide et aux services humanitaires de l'Église. Luis Espinoza, de l'institut Benson, déclare : « Près de quatre mille familles du Guatemala, de Bolivie, d'Équateur, du Ghana, du Maroc et de réserves des États-Unis ont bénéficié du programme de l'institut Benson. Nous étudions maintenant la possibilité de nous étendre à d'autres pays. »

### Réponse aux urgences
La LDS Foundation, organisation autonome de réponse aux urgences}, est également une ressource pour d'autres organisations d'aide humanitaire pour porter secours aux victimes des catastrophes naturelles sanitaires et autres. Il existe une tradition de collaboration entre l'Église de Jésus-Christ des saints des derniers jours et le Secours catholique qui débuta au milieu des années 1980 en raison de la grande famine d'Éthiopie. Elle a continué depuis dans 165 pays avec d'autres organisations humanitaires dont la Croix-Rouge et le Croissant-Rouge, le Secours islamique, et l'Organisation des Nations unies,,,,.

### Actions diverses
En réponse à des besoins spécifiques, des projets de services peuvent mis en place conjointement par les Sociétés de secours et les services d'entraide locaux, avec le soutien du programme Mains Serviables et les services humanitaires de l'Église,.

### Formation
LDS Foundation gère également un programme de bourses d'études et de services de l'emploi.
Les centres de services à l'emploi répartis à travers le monde offrent des possibilités aux personnes sans emploi ou à ceux qui le désirent d'acquérir des compétences professionnelles. Les centres sont à la disposition de tous, pas seulement des membres de l'Église. Les centres sont gérés par des bénévoles formés et supervisés par du personnel à plein temps. Dans ces centres, les participants peuvent trouver des informations sur les emplois disponibles et recevoir une formation, telle que l'utilisation de l'informatique ou sur la façon de valoriser un curriculum vitæ.
Il existe actuellement 103 centres de services à l'emploi aux États-Unis et 156 répartis en Afrique, en Asie, dans le Pacifique, en Europe et en Amérique latine. En 2005, les centres d'emploi de l'Église ont permis à 93.221 personnes d'obtenir un emploi aux États-Unis et au Canada, et à 128.977 autres personnes dans les autres pays.

## Statistiques
Pour l'année 2008 :
| - Jours de travail passés aux services d'entraide de l'Église : 1 100 059 - Stages de formation : 166 913 - Nombre total : - entrepôts : 140 - centres de réserves familiales : 101 - programme de production : 54 - usine de traitement : 24 - centres d'entreposage et de distribution : 36 - centres d'emploi : 313 - magasins d'œuvres de charité de Deseret Industrie : 43 - centre de planning familial (pour l'Église) : 72 | - Nombre de missionnaires de service humanitaire : 6 470 - Nombre de soutiens aux victimes de catastrophes naturelles (1985-2008) : 193 - Services humanitaires apportés (1985-2008) - dons financiers : 282.3 millions de dollars - valeur du matériel de secours : 833.6 millions de dollars - pays concernés : 167 - nourriture : 61 308 tonnes - matériel médical : 12 829 tonnes - vêtements : 84 681 tonnes - matériel éducatif : 5 965 tonnes - trousses d'hygiène et de secours pour bébé et kit de fournitures scolaires : 8.6 millions |